# Sternschnuppen (Bruckner)
 Sternschnuppen, WAB 85, ist ein weltliches Chorwerk, das Anton Bruckner ca. 1848 im Stift St. Florian komponierte.

## Geschichte
Bruckner komponierte das Lied nach einem Text von Ernst Marinelli ca. im Jahr 1848. Er widmete es seinem eigenen Männergesangsquartett, das sich aus Ludwig Ehrenecker, Franz Schäfler, Johann Nepomuk Hueber und ihm selbst zusammensetzte. Wann das Stück uraufgeführt wurde, ist nicht bekannt.
Die Originalhandschrift befindet sich im Archiv des Stifts St. Florian. Das Stück wurde erstmals in Band II/2, S. 94–96 der Göllerich/Auer-Biographie veröffentlicht. Es wurde danach 1954 zusammen mit Ständchen, WAB 84.2, in der Chorblattreihe von Robitschek, Wien publiziert. Es erscheint in Band XXIII/2, Nr. 5 der Gesamtausgabe.

## Text
Sternschnuppen verwendet einen Text von Ernst Marinelli.
Wenn Natur die sanften Lider

Still zum Abendschlummer neigt

Und dem schattenreichen Flieder

Philomelens Sang entsteigt,

Wenn mit goldnem Schmuck die Leier

In dem Schwesterreigen kehrt

Und die Welt in stiller Feier

Lunas milder Blick verklärt,

Schwingt sich auf wie leises Fragen

Sehnsuchtsvoll der feuchte Blick,

Ob kein Bild von schönen Tagen

Himmel strahlt ins Herz zurück?

Und die Sterneschnuppen mahnen,

Wie das eitel Träumen war;

Denn der Seele dunkles Ahnen

Wird nur drüben offenbar.

## Musik
Das 38 Takte lange Werk in F-Dur ist für Männergesangsquartett. In der Göllerich/Auer-Biographie wird das Stück wie folgt beschrieben: Über dem Ganzen liegt die weichliche Romantik der damals beliebten Männerchor-Musik.

## Diskografie
Eine Auswahl unter den wenigen Aufnahmen von Sternschnuppen:
- Guido Mancusi, Chorus Viennensis, Musik, du himmlisches Gebilde! – CD: ORF CD 73, 1995
- Hubert Voigt, Thüringer Männerchor Ars Musica, Weltliches und Geistliches – CD des Chores, 2012 live